# Persone di nome Luigi/Pittori
| Questa pagina contiene informazioni ricavate automaticamente dalle voci biografiche con l'ausilio del template Bio e di un bot. L'aggiornamento è periodico e automatico e ricostruisce completamente la pagina. Se manca una persona in questa lista, sei pregato di non aggiungerla, ma accertati piuttosto che la sua voce biografica contenga il template Bio e che i dati anagrafici siano correttamente compilati. Se il template Bio manca, inseriscilo tu stesso o, in alternativa, metti l'avviso {{tmp\|Bio}} che ne segnala la mancanza. Se i dati riportati sono sbagliati, correggi direttamente la voce biografica; le modifiche saranno visibili in questa lista entro pochi giorni. Per chiarimenti vedi il progetto antroponimi. La lista contiene solo le 148 persone che sono citate nell'enciclopedia e per le quali è stato implementato correttamente il template Bio. Pagina aggiornata al 7 apr 2025. |

Questa è una lista di persone presenti nell'enciclopedia che hanno il nome Luigi e sono pittori.

## A(9)
- Luigi Abate, pittore italiano
- Luigi Acquarone, pittore italiano (n. 1800 - † 1896)
- Luigi Ademollo, pittore italiano (Milano, n. 1764 - Firenze, † 1849)
- Luigi Agretti, pittore e decoratore italiano (La Spezia, n. 1877 - La Spezia, † 1937)
- Luigi Agricola, pittore italiano (Roma - † 1821)
- Luigi Archinti, pittore, grafico e critico d'arte italiano (Milano, n. 1825 - Milano, † 1902)
- Luigi Arzuffi, pittore e scultore italiano (Bergamo, n. 1931 - Bergamo, † 1995)
- Luigi Asioli, pittore italiano (Correggio, n. 1817 - Modena, † 1877)
- Luigi Aversano, pittore e militare italiano (Grumo Nevano, n. 1894 - Roma, † 1978)

## B(20)
- Luigi Basiletti, pittore, architetto e storico italiano (Brescia, n. 1780 - Brescia, † 1859)
- Luigi Basoli, pittore italiano (Castel Guelfo di Bologna, n. 1776 - Bologna, † 1848)
- Luigi Bechi, pittore italiano (Firenze - Firenze, † 1919)
- Luigi Benfatto, pittore italiano (Verona, n. 1551 - Venezia, † 1611)
- Luigi Bertelli, pittore italiano (San Lazzaro di Savena, n. 1833 - Bologna, † 1916)
- Luigi Bettinelli, pittore e incisore italiano (Bergamo, n. 1824 - Bergamo, † 1892)
- Luigi Biagi, pittore italiano (Firenze, n. 1810 - Firenze, † 1882)
- Baccio del Bianco, pittore, architetto e scenografo italiano (Firenze, n. 1604 - Madrid, † 1656)
- Luigi Biffi, pittore e illustratore italiano (Milano, n. 1928 - Milano, † 1994)
- Luigi Bisi, pittore e docente italiano (Milano, n. 1814 - Milano, † 1886)
- Luigi Boille, pittore italiano (Pordenone, n. 1926 - Roma, † 2015)
- Luigi Bolongaro, pittore italiano (Stresa, n. 1874 - Pozzuoli, † 1915)
- Luigi Bompard, pittore e illustratore italiano (Bologna, n. 1879 - Roma, † 1953)
- Luigi Bonazza, pittore italiano (Arco, n. 1877 - Trento, † 1965)
- Luigi Boni, pittore italiano (Cerbaiola, n. 1904 - Castelfiorentino, † 1977)
- Luigi Brambati, pittore e incisore italiano (Castiglione d'Adda, n. 1925 - Castiglione d'Adda, † 1983)
- Luigi Brignoli, pittore italiano (Palosco, n. 1881 - Bergamo, † 1952)
- Luigi Liberato Buonvino, pittore italiano (Canosa di Puglia, n. 1893 - Canosa di Puglia, † 1961)
- Luigi Busatti, pittore e scenografo italiano (Bologna, n. 1763 - Bologna, † 1821)
- Luigi Busi, pittore italiano (Bologna, n. 1837 - Bologna, † 1884)

## C(19)
- Luigi Calderini, pittore e scultore italiano (Torino, n. 1880 - Torino, † 1973)
- Luigi Campini, pittore italiano (Montichiari, n. 1816 - Brescia, † 1890)
- Luigi Campovecchio, pittore e architetto italiano (Mantova, n. 1740 - Napoli, † 1804)
- Luigi Giovanni Vitale Capello, pittore italiano (Torino, n. 1843 - Parigi, † 1902)
- Luigi Carboni, pittore italiano (Marcianise, n. 1540 - † 1600)
- Luigi Carpi, pittore e scenografo italiano (Parma, n. 1915 - Parma, † 2004)
- Luigi Cassani, pittore e politico italiano (Treviglio, n. 1893 - Treviglio, † 1946)
- Luigi Catani, pittore italiano (Prato, n. 1762 - Firenze, † 1840)
- Emilio Cavenaghi, pittore italiano (Caravaggio, n. 1852 - Milano, † 1876)
- Luigi Cerioli, pittore italiano (Ombriano, n. 1763 - Roma, † 1816)
- Luigi Chialiva, pittore e architetto svizzero (Caslano, n. 1841 - Parigi, † 1914)
- Luigi Cima, pittore italiano (Villa di Villa, n. 1860 - Belluno, † 1944)
- Luigi Cochetti, pittore italiano (Roma, n. 1802 - Roma, † 1884)
- Luigi Comel, pittore italiano (Gorizia, n. 1866 - Gorizia, † 1934)
- Luigi Conconi, pittore e architetto italiano (Milano, n. 1852 - Milano, † 1917)
- Gino Cosentino, pittore e scultore italiano (Catania, n. 1916 - Milano, † 2005)
- Luigi Crespi, pittore e storico dell'arte italiano (Bologna, n. 1708 - Bologna, † 1779)
- Luigi Crisconio, pittore italiano (Napoli, n. 1893 - Portici, † 1946)
- Luigi Crosio, pittore italiano (Acqui Terme, n. 1834 - Torino, † 1916)

## D(8)
- Luigi Da Rios, pittore italiano (Ceneda, n. 1844 - Venezia, † 1892)
- Luigi De Giudici, pittore italiano (Pavia di Udine, n. 1887 - Venezia, † 1955)
- Luigi De La Forest, pittore francese (Parigi - Carpi, † 1738)
- Luigi De Mitri, pittore e storico dell'arte italiano (Squinzano, n. 1943)
- Luigi De Servi, pittore e decoratore italiano (Lucca, n. 1863 - Lucca, † 1945)
- Luigi Deleidi, pittore italiano (Bergamo, n. 1784 - Bergamo, † 1853)
- Luigi Diamante, pittore italiano (Udine, n. 1904 - Fossalta di Portogruaro, † 1971)
- Luigi Donato, pittore italiano

## F(4)
- Luigi Fabron, pittore italiano (Torino, n. 1855 - Pozzuoli, † 1907)
- Luigi Filocamo, pittore italiano (Alessandria d'Egitto, n. 1906 - Milano, † 1988)
- Luigi Fontana, pittore, scultore e architetto italiano (Monte San Pietrangeli, n. 1827 - Monte San Pietrangeli, † 1908)
- Luigi Frappi, pittore italiano (Foligno, n. 1938)

## G(11)
- Luigi Gainotti, pittore italiano (Parma, n. 1859 - Genova, † 1940)
- Luigi Galizzi, pittore italiano (Ponte San Pietro, n. 1838 - Bergamo, † 1902)
- Luigi Garibbo, pittore italiano (Genova, n. 1782 - Firenze, † 1869)
- Luigi Garzi, pittore italiano (Roma, n. 1638 - Roma, † 1721)
- Luigi Gaudenzi, pittore italiano (Tivoli, n. 1905 - Castrovalva, † 1930)
- Luigi Gibelli, pittore italiano
- Luigi Gillarduzzi, pittore italiano (Cortina d'Ampezzo, n. 1822 - Vienna, † 1856)
- Luigi Gioli, pittore italiano (San Frediano a Settimo, n. 1855 - Firenze, † 1947)
- Luigi Guardigli, pittore italiano (Lugo, n. 1923 - Parigi, † 2008)
- Luigi Guerricchio, pittore italiano (Matera, n. 1932 - Matera, † 1996)
- Luigi Guglielmino, pittore italiano (Susa, n. 1885 - Torino, † 1962)

## H(1)
- Luigi Hartman, pittore italiano (Chiavenna, n. 1807 - Torino, † 1884)

## L(3)
- Luigi Lojacono, pittore italiano (Palermo, n. 1810 - Palermo, † 1880)
- Luigi Lucioni, pittore italiano (Malnate, n. 1900 - Greenwich Village, † 1988)
- Luigi Amato, pittore italiano (Spezzano Albanese, n. 1898 - Roma, † 1961)

## M(15)
- Luigi Maini, pittore italiano (Ferrara, n. 1912 - Ferrara, † 1995)
- Luigi Malice, pittore e scultore italiano (Napoli, n. 1937)
- Luigi Mancini, pittore italiano (Jesi, n. 1819 - Jesi, † 1881)
- Luigi Mantovani, pittore italiano (Milano, n. 1880 - Milano, † 1957)
- Luigi Manzini, pittore italiano (Modena, n. 1805 - Modena, † 1866)
- Luigi Marchesi, pittore italiano (Roccabianca, n. 1825 - Parma, † 1862)
- Luigi Martignon, pittore e incisore italiano (Milano, n. 1911 - Brescia, † 1984)
- Luigi Medollo, pittore italiano (Corigliano Calabro - Napoli, † 1854)
- Luigi Michelacci, pittore italiano (Meldola, n. 1879 - Firenze, † 1959)
- Luigi Migliavacca, pittore e decoratore italiano (Lacchiarella, n. 1902 - Binasco, † 1983)
- Luigi Miradori, pittore italiano (Genova - Cremona)
- Luigi Monfardini, pittore italiano (Castel Goffredo, n. 1915 - Castel Goffredo, † 1995)
- Luigi Montanarini, pittore italiano (Firenze, n. 1906 - Roma, † 1998)
- Luigi Morgari, pittore italiano (Torino, n. 1857 - Torino, † 1935)
- Luigi Mussini, pittore e compositore di scacchi italiano (Berlino, n. 1813 - Siena, † 1888)

## N(2)
- Luigi Nono, pittore italiano (Fusina, n. 1850 - Venezia, † 1918)
- Luigi Norfini, pittore italiano (Pescia, n. 1825 - Lucca, † 1909)

## O(3)
- Luigi Olivetti, pittore e incisore italiano (Revere, n. 1856 - Roma, † 1941)
- Luigi Onetti, pittore italiano (Lu, n. 1876 - Villanova Solaro, † 1968)
- Luigi Ontani, pittore e scultore italiano (Vergato, n. 1943)

## P(8)
- Luigi Panarella, pittore, scultore e scenografo italiano (Aversa, n. 1915 - Aversa, † 1983)
- Luigi Paolillo, pittore italiano (Maiori, n. 1864 - Vietri sul Mare, † 1934)
- Luigi Pellegrini Scaramuccia, pittore e storico dell'arte italiano (Perugia, n. 1616 - Milano, † 1680)
- Luigi Pepe Diaz, pittore e scultore italiano (Napoli, n. 1909 - Milano, † 1970)
- Luigi Petrassi, pittore italiano (Zagarolo, n. 1868 - Roma, † 1948)
- Luigi Piffero, pittore e grafico italiano (Milano, n. 1907 - Sant'Agata sopra Cannobio, † 1978)
- Luigi Pistocchi, pittore italiano (Faenza, n. 1749 - Firenze)
- Luigi Premazzi, pittore italiano (Milano, n. 1814 - Costantinopoli, † 1891)

## Q(2)
- Luigi Quaini, pittore italiano (Ravenna, n. 1643 - Bologna, † 1717)
- Luigi Querena, pittore italiano (Venezia, n. 1824 - Venezia, † 1887)

## R(10)
- Luigi Ratini, pittore e illustratore italiano (Trento, n. 1880 - Trento, † 1934)
- Juti Ravenna, pittore e critico d'arte italiano (Spadacenta, n. 1897 - Treviso, † 1972)
- Luigi Reali, pittore italiano (Firenze, n. 1602)
- Luigi Ricci, pittore, scenografo e fotografo italiano (Ravenna, n. 1823 - Ravenna, † 1896)
- Luigi Rigorini, pittore italiano (Galliate, n. 1879 - Torino, † 1956)
- Luigi Roccati, pittore italiano (Chieri, n. 1906 - Chieri, † 1967)
- Luigi Rodriguez, pittore italiano (Messina - † 1607)
- Luigi Rosa, pittore italiano (Venezia, n. 1850 - Roma, † 1919)
- Gino Rossi, pittore italiano (Venezia, n. 1884 - Treviso, † 1947)
- Luigi Rossi, pittore e illustratore svizzero (Cassarate, n. 1853 - Tesserete, † 1923)

## S(18)
- Luigi Sabatelli, pittore e incisore italiano (Firenze, n. 1772 - Milano, † 1850)
- Luigi Salvatori, pittore, architetto e critico d'arte italiano (Palestrina, n. 1951)
- Luigi Samoggia, pittore e restauratore italiano (Bologna, n. 1811 - Bologna, † 1904)
- Luigi Sampietri, pittore italiano (Pontevico, n. 1804 - Brescia, † 1858)
- Luigi Savoldi, pittore e decoratore italiano (Nembro, n. 1856 - Nembro, † 1924)
- Luigi Scaffai, pittore italiano (n. 1837 - † 1899)
- Luigi Schingo, pittore e scultore italiano (San Severo, n. 1891 - San Severo, † 1976)
- Luigi Scorrano, pittore italiano (Lecce, n. 1849 - Urbino, † 1924)
- Luigi Scrosati, pittore e decoratore italiano (Milano, n. 1815 - Milano, † 1869)
- Luigi Selvatico, pittore italiano (Venezia, n. 1873 - Roncade, † 1938)
- Luigi Senesi, pittore e incisore italiano (Pergine Valsugana, n. 1938 - Bologna, † 1978)
- Luigi Serena, pittore italiano (Montebelluna, n. 1855 - Treviso, † 1911)
- Luigi Serra, pittore italiano (Bologna, n. 1846 - Bologna, † 1888)
- Luigi Spazzapan, pittore italiano (Gradisca d'Isonzo, n. 1889 - Torino, † 1958)
- Luigi Spreafico, pittore, decoratore e restauratore italiano (Galbiate, n. 1853 - Como, † 1923)
- Luigi Steffani, pittore italiano (San Giovanni Bianco, n. 1828 - Milano, † 1898)
- Luigi Stracciari, pittore e scenografo italiano (Padova, n. 1900 - Pineta di Sortenna, † 1943)
- Luigi Stradella, pittore italiano (Monza, n. 1929 - Monza, † 2020)

## T(7)
- Luigi Taddei, pittore svizzero (Brè, n. 1898 - Brè-Aldesago, † 1992)
- Luigi Tagliaferri, pittore italiano (Pagnona, n. 1841 - Mandello del Lario, † 1927)
- Luigi Tazzini, pittore italiano (n. 1868)
- Luigi Tito, pittore italiano (Sambruson, n. 1907 - Venezia, † 1991)
- Luigi Toro, pittore e patriota italiano (Lauro di Sessa Aurunca, n. 1835 - Pignataro Maggiore, † 1900)
- Luigi Trecourt, pittore italiano (Bergamo, n. 1808 - Costa di Mezzate, † 1890)
- Filippo de Pisis, pittore e scrittore italiano (Ferrara, n. 1896 - Milano, † 1956)

## V(5)
- Luigi Vacca, pittore e scenografo italiano (Torino, n. 1778 - Torino, † 1854)
- Luigi Valloni, pittore italiano (Albosaggia - Albosaggia, † 1604)
- Luigi Veronesi, pittore, fotografo e regista italiano (Milano, n. 1908 - Milano, † 1998)
- Luigi Maria Veronesi, pittore e incisore italiano (Verona, n. 1899 - † 1987)
- Luigi Vettori, pittore italiano (Santa Lucia di Piave, n. 1913 - Monastir, † 1941)

## Z(3)
- Luigi Zago, pittore italiano (Villafranca di Verona, n. 1894 - Mendoza, † 1952)
- Luigi Zuccheri, pittore e illustratore italiano (Gemona del Friuli, n. 1904 - Venezia, † 1974)
- Luigi Zuccoli, pittore italiano (Milano, n. 1815 - Milano, † 1876)